# Адыгэ Хабзэ
Адыгэ хабзэ (кабард.-черк. ) — адыгская (черкесская) этико-философская доктрина, свод неписаных правил и законов. Включает в себя как нормы обычного права, так и моральные принципы, определяющие поведение отдельного человека и нормы жизни общества в целом. Представляет собой спектр социальных правил во всех областях жизнедеятельности, регулирует простейшие житейские ситуации и решения государственной важности. При этом свод правил и норм не является статичной неизменной системой и долгое время он не был закреплен ни в каких источниках. Согласно пословице, «хабзэ не носят на кончике языка (о нём не говорят), его соблюдают» (кабард.-черк. Хабзэр бзэгупэкIэ зэрахьэркъым).
Составной частью адыгэ хабзэ является адыгство (кабард.-черк. адыгагъэ, кабард.-черк. адыгэ намыс) — комплекс этических требований, включающий в себя честь, добропорядочность, честность, правдивость, стыд, умение вести себя в обществе, чуткость, внимательность, уважение к старшим, к лицам противоположного пола и т. д.
Большой вклад в развитие и сохранение Адыгэ Хабзэ внес советский и российский ученый, кавказовед Барасби Хачимович Бгажноков своими работами «Адыгский этикет». Нальчик, 1978, «Адыгская этика». Нальчик, 1999. Основания гуманистической этнологии. Нальчик, 2003, «Антропология морали». Нальчик, 2010. Монография Б. Х. Бгажнокова «Адыгская этика», выполненная в русле направления, названного автором «этической антропологией».
Пять принципов адыгской этики по Б. Х. Бгажнокову это:
1. Человечность — цIыхугъэ. «Тот, кто обладает человечностью, тот обладает адыгством, и, напротив, обладающий адыгством, обладает человечностью».
2. Почтительность — нэмыс. Прежде всего данное понятие ассоциируется с воспитанностью, скромностью, деликатностью, хорошими манерами и в этом качестве постоянно фигурирует в оценках и определениях адыгства. Адыгагъэр нэмысщ, лIыгъэщ, цIыхугъэщ, — говорит Мухамед Сонов, что означает: «Адыгство — это почтительность, мужество, человечность». «Когда говорят „адыгство“, под этим подразумевают наличие таких свойств, как человечность, почтительность, услужливость, учтивость, воспитанность». Иногда говорят, что между адыгством, человечностью и почтительностью нет принципиальной разницы (Лих Меров, Касух Ципинова, Жубатыр Ципинов).
3. Разум — акъыл. Существует убеждение, что адыгство невозможно представить без большого и непременно нравственно ориентированного ума — акъыл, акъылыфIагъэ. Например, Ибрагим Ервас говорит: Адыгагъэр акъылщ, акъыл зимыIэм адыгагъэр хузехьэнукъым — букв.: «Адыгство — суть разум, неразумный не способен нести в себе адыгство». Разумность соотносят с трезвым социальным умом, с так называемым «искусством находиться среди людей» — цIыху хэтыкIэ, с успехом решая в контактах с ними насущные жизненные вопросы.
4. Мужество — лIыгъэ, В представлениях опрошенных — это прежде всего нравственно акцентированное свойство, включающее в себя не только воинское мужество и храбрость, выдержку и упорство в достижении целей, но и такие качества, как справедливость, деликатность, толерантность. Вводится понятие «благородного мужа» — лIыфI, то есть человека бесстрашного и честного, мудрого и великодушного, воспитанного и выдержанного — обладающего в полной мере адыгством (Ильяс Мельгош, Хабала Нибежев, Шамхат Коблева, Ереджиб Хушт и др.). В этом значении используется и понятие «адыгэлI» — букв.: «адыгский муж», «адыгский мужчина» (Сахид Женетль, Аскер Хейри, Нурали Урусмамбетов и др.).
5. Честь — напэ. Понятие «напэ» — букв.: «лицо» постоянно фигурирует в определениях адыгства со значением «честь», «совесть», «стыд», ср.: Адыгагъэр цIыхугъэщ, напэщ, нэмысщ — «Адыгство суть человечность, честь, почтительность» (Унат Курашинова); Адыгагъ зыфаIорэр напэ, щыпкъагъ, лIыгъэ -«Под адыгством подразумевают честь, верность, мужество» (Нух Анчок).

Именно в христианский период черкесской истории моральные качества кодекса Адыгэ Хабзе сконцентрированные в адыгской этике (Адыгагъэ) приобрели характер «религиозного долга, превратив этику (Адыгагъэ — человечность, почтительность, разумность, мужество, честь) в абсолютную ценность. Именно Адыгэ Хабзэ, сохранившее в себе в качестве национальных традиций часть христианского вероучения стало спасительным для этноса в последующий период истории» (Фатима Озова, «Факторы развития Адыгэ Хабзэ», 2021).
На сегодняшний день возрождением доктрины занимается Заур Жанэ, президент Ассоциации Адыгэ-хабзэ, переводчик, учёный и автор пяти книг про традицию Адыгэ-хабзэ.

Мадина Андреевна Хакуашева, доктор филологических наук, член Союза Писателей РФ, ведущий научный сотрудник, г. Нальчик, пишет:" Адыгский этикет и есть тот категорический божественный закон, который открыл Кант. Точнее, он его отчетливо обозначил и о нем громогласно заявил. Но уже во времена Канта, в 18 веке у адыгов подобный закон не только существовал тысячелетия, но был возведен в культ и стал смыслом жизни.
Адыгэ хабзэ, адыгский этикет — это универсальный общечеловеческий закон, который на относительно ранних этапах эволюции нашего народа был осознан как основной, базовый. Его уникальность не в особой сути, не в оригинальности, а в его обязательности. У адыгов он подробно расписан и предписан в качестве обязательного закона. У других народов нравственный закон остается чем-то желательным для реализации в повседневной жизни. У любого народа на каком-то этапе он приобретал характер обязательного, но оттого, что не становился официальным государственным законом, терял остроту и начинал казаться необязательным.
У адыгов же с самого начала он стал носить характер жесткого требования к каждой личности и всему обществу в целом. Ему подчинялась вся шкала этических ценностей. Именно в этом вся разница между адыгской, а также другими этикетными культурами (испанской, японской и немногими другими) и остальными культурами. Но эта разница принципиальная, так как на протяжении тысячелетней истории она сформировала особый облик адыга, черкеса, у которого нравственный закон был основным обязательным условием существования."

## Основные положения и принципы Адыгэ Хабзэ (по Зауру Жанэ)

### Честь
Твоя честь — это твое лицо. Нет ничего дороже чести (напэ) для ведающего Хабзэ. Честь и достоинство не выпрашиваются и не покупаются, а заслуживаются каждый день, хотя потерять их можно за один миг ошибки. Будь ты мужчина или женщина, цени честь и оберегай её. Можно пожертвовать жизнью и заработать честь, но никогда — наоборот, потому что человек, ведающий Хабзэ, не может жить вне чести, ибо как может жить тело, потерявшее сердце. Твои поступки должны быть свободны от зла. Твои дела должны показывать, что ты стремишься к добродетели. Честь немыслима без честности. Помни, слово, сказанное тобой, рождает о тебе мнение. Ложь, сотворенная тобой, вызывает к тебе недоверие, и ты теряешь право на уважение и теряешь честь. Не зная цену своим словам, ты не узнаешь цену себе. Если за цену твоему слову не дадут и дуновения ветра, не требуй цену себе. Истинно то, что иногда правда соседствует с глупостью. Зная первое, отвергая последнее и руководствуясь Хабзэ, ты сможешь сделать правильный выбор. Честь — это моральные качества, присутствие которых у человека вызывает к нему уважение, повышает его статус в обществе.

### Почитание старшинства
Должно испытывать уважение к родителям, особенно, в их старости. Помни, что они даровали тебе жизнь, и что ты — их плоть и кровь. Отношение к родителям — первый показатель твоей исполненности Хабзэ. Да будет презрен тот, кто забудет это! Должно испытывать уважение ко всем старшим, будь хотя бы это старшинство всего на год, ибо они стоят ближе к предкам, а значит, и к Хабзэ. Почитая старших, ты почитаешь поколения рода своего и своё начало. Помни, как воздаешь ты, так и тебе воздастся. Ведающий Хабзэ да не перейдет предел, где нет различения между сединой и молодостью. Уважение к старшему — уважение к человеку, который прожил больше, чем ты, имеет жизненный опыт и более умудрен во многих вопросах. Совет старшего может помочь решить проблему, которую ты своими умственными силами решал бы гораздо дольше, либо пошел по ложному пути. Старший может указать путь, который выведет тебя к цели. Старший успел совершить больше ошибок и лучше знает, как тебе их избежать. Не думай, что если человек старше тебя, то твои проблемы будут недоступны его пониманию. Жизнь меняется, но принципы человеческого существования не меняются со времени сотворения человека. Обратись к старшему, научись прислушиваться к нему, и ты обретешь больше, чем потеряешь без его участия. Уважение к старшим не означает воздержания от критической оценки их действий. Ни один человек не может быть вне критики, в том числе и старший по возрасту. Высшее проявление уважительного отношения к старшему состоит в умении высказывать своё отрицательное мнение о его словах или действиях в форме, не наносящей обиды либо оскорбления. Например, ты считаешь, что способ решения какой-либо проблемы, предложенный старшим, не является лучшим, а ты можешь предложить более эффективный вариант её решения. В таком случае возможно такое обращение: «Простите, уважаемый у меня сложилось иное видение данной проблемы и способов её решения, причем, возможно, я ошибаюсь. Я думаю, что… Если мое мнение будет учтено, я буду благодарен за проявленное внимание и уважение». Говоря о предмете спора, следует акцентировать внимание исключительно на веских аргументах, ни в коем случае не прибегая к личностным характеристикам. Такой подход позволит, во-первых, довести своё мнение до старшего, во-вторых, не вызовет резкого неприятия твоего мнения только потому, что оно высказано неуважительным тоном. Если ты уверен в своей правоте и одновременно видишь непреклонность старшего, не вступай в пустой спор, чреватый нежелательными последствиями. Но не надо отрекаться от своего мнения, Скажи: «Простите, уважаемый, вы, наверно, правы, но мои года и мой ум еще не позволяют дойти до истины в вашем её понимании. Думаю, мне нужно время, чтобы продолжить с вами этот разговор». Если возникает вопрос, который требует принципиального выбора, следует исходить из того, нарушается ли Хабзэ. Только мудрейший из ведающих Хабзэ, признанный таковым, может решить, соответствуют ли те или иные действия канонам Хабзэ. Сторона спора, признанная нарушившей Хабзэ, обязана уступить право принятия решения. Каноны Хабзэ и только они являются эталоном правомерности любых действий ведающего Хабзэ, в том числе и в отношениях со старшими. Родители. Все любят своих родителей. Можно просто любить, ничем не проявляя своих чувств. Кто-то стыдится их проявлять. Можно стыдиться чего угодно, но не этого. Отношения отца и сына должны быть внешне строгими, не терпящими проявлений нежности, ибо отец воспитывает в сыне воина духа. Но сердца отца и сына должны быть открыты друг другу. Сын должен чувствовать в отце опору в благих начинаниях, а отец — быть уверенным в том, что его сын, прежде чем принять решение, подумает над тем, чтобы не причинить отцу душевной травмы и не опозорить его имени. Человек, к которому можно и нужно проявлять все внешние признаки любви — мать. Не ограничивай нежности по отношению к матери. Предпринимая любые шаги, подумай, как мать отнесется к этому. ЕСЛИ ты предполагаешь, что ей будет больно от твоих действий, оставь их. ЕСЛИ ты уверен в своей правоте, сначала убеди в этом мать.

### Женщина
Женщина — начало жизни. Даровать жизнь детям, воспитывать их в духе Хабзэ — вот её предназначение. Мужчина, не уважающий женщину, не может им называться, ибо каждый из них, едва появившись на свет, был «связан» женщиной и вскормлен её молоком. Ссора перед женщиной и невоздержанность языка — грех. Показать слабость перед женщиной -удел слабого и не ведающего Хабзэ. Унизить женщину -значит унизить себя и оскорбить Хабзэ. Толкать женщину на грех, на то, чего не желаешь сестре, значит обречь сестру на грех от такого же, не ведающего Хабзэ. Мужчина говорит: «Я сильнее женщины потому, что я мужчина». Да, но сделай так, чтобы твоя сила не нашла причины для применения к женщине, — тогда ты мужчина из ведающих Хабзэ. Знай, если ты требуешь, чтобы твоя мать, твоя сестра, твоя жена и твоя дочь узнали уважение, начни сам с уважения к чести и душе чужой матери, чужой сестры, чужой жены и чужой дочери. Но знай, что женщина, преступившая Хабзэ, не заслуживает достойного обращения. Женщина должна слушаться мужчину, жена — мужа. Она может давать советы, если они разумны, но решение должно приниматься мужчиной. Женщина, возомнившая себя мужчиной или предавшаяся блуду, пререканиям с мужчиной и другим грехам, должна быть остановлена. Женщина, преступившая Хабзэ, лишает себя защиты Хабзэ и заслуживает любого обращения, ибо она сама выходит за пределы охранительных рамок Хабзэ. Мужчина — глава семьи, на нем вся забота и ответственность за то, чтобы женщина не испытывала телесных и душевных мук за благополучие семьи. Спокойствие и согласие в семье — её стержень и достоинство. Семейный очаг — высшая ценность для ведающего Хабзэ, женщина — хранительница этого очага. Вот говорят: «Почему следует оказывать женщине особое уважение? Почему она должна быть выделяема среди тех, кому оказывается уважение и забота?» Есть две причины, по которым так должно быть. Первая и главная в том, что женщина — это мать. Если это девушка и еще не успела стать матерью, то уважение к ней и забота есть заочное внимание к её будущему как матери. Вторая причина в том, что женщина от природы -более слабое создание. В жизни у неё меньше возможностей самостоятельно добиться успеха в какой-либо области человеческой деятельности (если рядом находится настоящий мужчина — в этом нет необходимости). Она, чаще всего, зависит от мужчины, от его воли, опыта, личных и человеческих качеств. Зависимое положение женщины предполагает ответственность за неё и особое отношение. Женщина дает жизнь. От неё во многом зависит то, каким будет в будущем её ребенок, независимо от пола: если девочка — будет ли это женщина, достойная уважения; если мальчик — станет ли он мужчиной, которого можно назвать воином духа. Женщина должна всегда помнить об этом, иначе плоды неправильного воспитания пожнет, прежде всего, она. Женщина должна родить и воспитать столько детей, сколько позволяют здоровье и материальная обеспеченность. Поэтому именно мужчина должен думать о материальном благополучии своей семьи. Он — глава семьи, а значит, на нем лежит вся ответственность за материальный комфорт в семье. Женщину следует оградить от тяжелой физической работы. Женщина разрушает своё здоровье, быстрее стареет, а потом ей приходится выслушивать упреки от мужа, который и является в этом случае главным виновником её бед и физического состояния. Семью следует создавать только тогда, когда мужчина готов её содержать. Но если двое решили создать семью, несмотря на имеющиеся и неизбежные в ближайшем будущем материальные трудности, мужчина должен быть готов к тому, что теперь вся его жизнь подчинится одному — заботе о семье. Важно не просто кормить и одевать детей, важно каким образом, с опорой на какие ценности они воспитываются. Чтобы будущее ребенка было стабильно и предсказуемо, следует заложить стержень, основу его сознания и взглядов на жизнь. Для адыгской семьи такой стержень — это система взглядов, основанная на Хабзэ, в которой можно найти ответы на принципиальные вопросы человеческой жизнедеятельности. Воспитание детей в духе Хабзэ есть главная обязанность женщины.

### Цель
Знай, что если ты появился на этот свет, то ты не должен превращать свою жизнь в бессмысленное движение к развязке. Прежде всего, нацелься на успех в жизни и конкретных делах. Делай то, что ты хочешь делать и в чем чувствуешь удовлетворение. Ничто не может сдерживать тебя. Ничто, кроме хабзэ. Не вступай в противоречие с Хабзэ. Тогда ты не навредишь себе и людям. Будь поглощен жизнью и действием, чувствуй и проживай каждый миг, не забывай, что все конечно на этой земле. Не будь напряжен, но будь на пределе своих возможностей. Презри боль, трудности и потери. Человеку, ведающему Хабзэ, противны жалобы. Уйди в ночь, но не показывай слабости. Знай, каждое преодоление возвышает твой дух и продвигает твое дело. Не будь беден. Не может считаться достойным тот, чья семья в нужде и чьи дети бросают завистливые взгляды вслед чужому ребенку. Умножай благосостояние своим трудом, честным трудом. Знай, что оно говорит о том, зрелый ты муж или нет, можешь ли ты позаботиться о своей семье и помочь ближнему. Познай силу золота, но не позволяй ему ослепить твой взор, ибо всякая вещь мощна в своих границах. Знай, высшее наслаждение в жизни — это покой в сердце, и зарабатывается он им же, а не иначе. Что самое главное в жизни человека и в чем его основная проблема? Это цель. Каждый человек имеет врожденные биологические инстинкты, которые и определяют основу человеческого существования. Наряду с ними человек приобретает по мере развития другие мотивы своей жизнедеятельности. Если у человека выделяется один основной мотив, он становится его целью. Цель становится концентрированным выражением всех желаний и предпочтений человека. Человек без цели находится в аморфном состоянии, что делает невозможным направленное движение к собственному благу. Основываясь на своих желаниях, на том, что тебе нравится и приносит удовольствие, следует определить стратегические и тактические цели. Обретя цель, ты обретешь смысл жизни. Чтобы добиться цели, не останавливайся ни перед чем. Твой единственный ограничитель — Хабзэ. Главное в Пути — не навредить другим людям. Посмотри на людей, добившихся успеха. Учись у них. Среди них много таких, кто начинал без всякой материальной базы и помощи со стороны, но у них было главное — цель и желание её достичь. В этом заключается секрет успеха. На твоем пути будут трудности и потери, будет боль. Это хорошо. Ты станешь твердым и сильным, а сладость победы будет еще сильнее. Какой бы ни была твоя цель, знай, что нельзя быть бедным. Если ты аскет и тебе нужно мало, подумай о семье, которая не должна ни в чем нуждаться. Человек, не имеющий возможности обеспечивать себя, свою семью и помогать людям, теряет гордость, он не может соблюдать Хабзэ. Твой труд, твой успех и твоя мощь — лучшая тебе оценка. Не забывай, что деньги — это только средство жить хорошо, творить добро и созидать. Но если у тебя нет души и ты вступаешь в противоречие с Хабзэ, деньги не принесут тебе счастья.

### Презрение к смерти
Помни, что чему есть начало, тому будет конец. Не ищи смерти и не отвращайся от неё, будь к ней равнодушен. Думай о своих детях и своем роде, которые наследуют твое имя. Уйди в мир отцов благородно, как подобает воину. Красивая и достойная смерть должна быть венцом красивой и достойной жизни человека, ведающего Хабзэ. Презирать смерть — не значит отказаться от страха. Каждый человек имеет от начала страх, который в нем живет всегда. Мужчина — не тот, кто не боится, а тот, кто подчиняет свой страх и направляет его. Воин отличается от труса только тем, что возвысился над своим страхом. Ведающий Хабзэ отличит проявление мужества от безрассудства и глупости, ибо когда следует жить -надо жить, когда следует уйти — надо уйти. Относиться к смерти нужно как к неизбежному событию, являющемуся венцом всего живого. Одни поколения уходят, но они освобождают дорогу для последующих, для своих детей и внуков. Будь спокоен и живи с радостью. Жизнь имеет цену до тех пор, пока она есть, но и смерть имеет свою цену, ибо смерть конкретного человека отражается на том, как будут жить его дети. Достойная смерть может возвысить дух потомков, сделав их жизнь наполненной смыслом и радостью. Стать равнодушным к смерти — не значит искать её. Жизнь человека всегда имеет смысл, даже если он не понял его. Раз ты рожден, значит, ты должен жить. Что может лишить человека жизни без его согласия? Это старость, болезнь, война и несчастный случай. Никто от них не застрахован. Когда человек сам выбирает смерть? Тогда, когда он защищает то, что ему дорого и без чего не может жить. Бывает, что человек пасует перед трудностями и лишает сам себя жизни. Но ведающий Хабзэ так не сделает потому, что надо бороться за своё счастье до конца, на-пути к нему можно и погибнуть, но это будет достойная смерть — тебе легче будет уйти, а твои потомки будут уважать и гордиться тобой, у них будет пример того, как надо жить и как надо уходить. Многие говорят: «Но у меня нет больше сил, чтобы бороться. Что мне делать?» Часто человеку кажется, что его силы на исходе, хотя они у него еще есть. Поэтому надо искать новые резервы, новые потенции, и успех придет. Воля и осознанные действия — залог такого успеха. Но если ты действительно чувствуешь полную потерю сил и воли, то обратись к близким людям. Они смогут многое подсказать потому, что у многих из них было, быть может, не меньше, если не больше проблем, причем похожих на твои. У них может оказаться другой взгляд на твои проблемы, неожиданный для тебя, но который способен вытянуть тебя на поверхность и наполнить твою жизнь смыслом. Не думай, что другие люди не способны понять тебя, ищи их, они есть, и ты обязательно найдешь. Чтобы в трудную минуту было к кому обратиться, не надо ждать прихода этой минуты. Будь чаще с людьми, разными по характеру и взглядам на жизнь. Найди верных друзей, которым ты доверяешь, и которые понимают тебя с полуслова. Пусть их будет не очень много, но пусть каждый из них будет способен разделить хотя бы часть твоих переживаний и помочь найти выход из сложной ситуации. Помни, если твое положение кажется безвыходным, это еще не значит, что оно действительно такое. Скорее всего, ты просто еще не нашел выхода или не искал его. Главное — это твое желание, целеустремленность и оптимизм. Есть смысл в том, чтобы попытаться найти другую мотивацию для жизни, другой источник интереса к ней. Жизнь слишком разнообразна и прекрасна, чтобы из-за неудачи в чем-то одном перестать обращать внимание на все остальное. Всегда остаются вещи, которые тебе приятны. Думай о них, добивайся их и никогда не сдавайся, ведь ты не из тех, кто сдается. Установи контроль над своей жизнью. Определись в желаниях и наметь пути, и ты почувствуешь, как твоя жизнь начнет меняться и приносить радость.

### Скромность
Не кичись своими заслугами, не хвались своими способностями. Не гонись за дутой славой. Она сама найдет достойного. Достигший совершенства силы духа и тела, уверенности в себе и своей цели не будет говорить: «Я». Но знай пределы того, где заканчивается скромность и начинается неверие в себя. Твори дело так, как чувствуешь нужным, говори там, где следует говорить, и становись впереди там, где чувствуешь свои силы. Не позволяй ложной скромности ограничивать твои возможности.